# 贾马里奥·穆恩
贾马里奥·拉曼·穆恩（英語：Jamario Raman Moon，1980年6月13日—），美国NBA联盟职业篮球运动员。